# Olympische Sommerspiele 1908/Fechten
Bei den IV. Olympischen Spielen 1908 in London fanden vier Wettbewerbe im Fechten statt. Austragungsort war ein Zelt auf dem Gelände der Franco-British Exhibition in der Nähe des White City Stadium, das zum Schutz vor schlechtem Wetter aufgestellt worden war.
Im Gegensatz zu den früheren Austragungen gab es lediglich Wettkämpfe mit Degen und Säbel, jedoch nicht mit dem Florett. Nach Meinung der Organisatoren hatte sich das Regelwerk dieser Disziplin in den einzelnen Ländern derart unterschiedlich entwickelt, dass internationale Wettkämpfe nicht möglich waren. Eine Entscheidung, die lediglich auf der Anzahl Treffer basiert hätte, wäre einer Herabwürdigung dieses Sports gleichgekommen. Stattdessen fand in den Prince's Galleries am Piccadilly ein Demonstrationswettkampf ohne Wertung statt.

## Bilanz

### Medaillenspiegel
| Platz | Land               | Gold | Silber | Bronze | Gesamt |
| ----- | ------------------ | ---- | ------ | ------ | ------ |
| 1     | Frankreich         | 2    | 1      | 1      | 4      |
| 2     | Ungarn             | 2    | 1      | –      | 3      |
| 3     | Königreich Italien | –    | 1      | –      | 1      |
| 3     | Großbritannien     | –    | 1      | –      | 1      |
| 5     | Böhmen             | –    | –      | 2      | 2      |
| 6     | Belgien            | –    | –      | 1      | 1      |

### Medaillengewinner
| Konkurrenz       | Gold | Silber                                                                                            | Bronze |
| ---------------- | --- | ------------------------------------------------------------------------------------------------- | --- |
| Degen Einzel     | Gaston Alibert | Alexandre Lippmann                                                                                | Eugène Olivier |
| Degen Mannschaft | Gaston Alibert, Herman Georges Berger, Charles Collignon, Bernard Gravier, Alexandre Lippmann, Eugène Olivier, Jean Stern | Edgar Amphlett, Leaf Daniell, Cecil Haig, Martin Holt, Robert Montgomerie, Edgar Seligman         | Paul Anspach, Désiré Beaurain, Fernand Bosmans, Fernand de Montigny, Ferdinand Feyerick, François Rom, Victor Willems |
| Säbel Einzel     | Jenő Fuchs | Béla Zulawszky                                                                                    | Vilém Goppold von Lobsdorf                                                                                            |
| Säbel Mannschaft | Dezső Földes, Jenő Fuchs, Oszkár Gerde, Péter Tóth, Lajos Werkner                                                         | Marcello Bertinetti, Sante Ceccherini, Riccardo Nowak, Abelardo Olivier, Alessandro Pirzio Biroli | Otakar Lada, Vlastimil Lada-Sázavský, Vilém Goppold von Lobsdorf, Jaroslav Tuček, Bedřich Schejbal                    |

## Ergebnisse

### Degen Einzel
| Platz | Land | Sportler           | Siege  |
| ----- | ---- | ------------------ | ------ |
| 1     | FRA  | Gaston Alibert     | 5      |
| 2     | FRA  | Alexandre Lippmann | 4 (+2) |
| 3     | FRA  | Eugène Olivier     | 4 (+1) |
| 4     | GBR  | Robert Montgomerie | 4      |
| 5     | NED  | Alfred Labouchere  | 2      |
| 5     | GBR  | Cecil Haig         | 2      |
| 5     | BEL  | Paul Anspach       | 2      |
| 8     | GBR  | Martin Holt        | 1      |

Datum: 17. bis 24. Juli 

85 Teilnehmer aus 13 Ländern.
In der ersten Runde am 17. und 18. Juli trafen in 13 Gruppen jeweils fünf bis sieben Teilnehmer aufeinander. Die daraufhin verbliebenen 40 Fechter bildeten in der zweiten Runde acht Gruppen mit je fünf Teilnehmern und fochten am 20. Juli gegeneinander. Die ersten zwei einer Gruppe qualifizierten sich für das Halbfinale. Das Halbfinale am 23. Juli wurde in zwei Gruppen mit je acht Teilnehmern ausgetragen. Jeweils die ersten vier stießen ins Finale vor, das am 24. Juli stattfand. Die acht Finalteilnehmer kämpften alle einmal gegeneinander. Für die Platzierung entscheidend war die Anzahl Siege; wegen Gleichstand musste um Platz 2 bis 4 ein Stechen entscheiden.

### Degen Mannschaft
| Platz | Land | Sportler |
| ----- | ---- | --- |
| 1     | FRA  | Gaston Alibert, Herman Georges Berger, Charles Collignon, Bernard Gravier, Alexandre Lippmann, Eugène Olivier, Jean Stern |
| 2     | GBR  | Edgar Amphlett, Leaf Daniell, Cecil Haig, Martin Holt, Robert Montgomerie, Edgar Seligman                                 |
| 3     | BEL  | Paul Anspach, Désiré Beaurain, Fernand Bosmans, Fernand de Montigny, Ferdinand Feyerick, François Rom, Victor Willems     |
| 4     | ITA  | Marcello Bertinetti, Giuseppe Mangiarotti, Abelardo Olivier, Riccardo Nowak                                               |
| 5     | DEN  | Otto Becker, Ejnar Levison, Ivan Osiier, Lauritz Christian Østrup, Herbert Sander                                         |
| 6     | BOH  | Vilém Goppold von Lobsdorf, Otakar Lada, Vlastimil Lada-Sázavský, Vilém Tvrzský                                           |
| 6     | GER  | Jakob Erckrath de Bary, Julius Lichtenfels, August Petri, Georg Stöhr                                                     |
| 6     | SWE  | Eric Carlberg, Gustaf Lindblom, Henry Peyron, Pontus von Rosen                                                            |
| 9     | NED  | Arie de Jong, Jetze Doorman, Alfred Labouchere, George van Rossem                                                         |

Datum: 20. bis 24. Juli 

45 Teilnehmer aus 9 Ländern

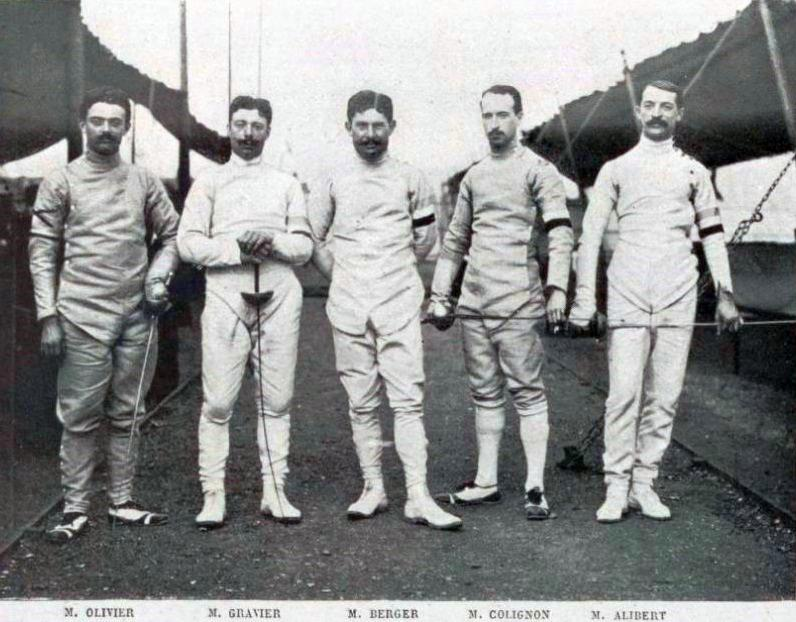
Die französische Degenmannschaft mit den Fechtern Olivier, Gravier, Berger, Collignon und Alibert

Eine Mannschaft konnte aus bis zu acht Fechtern bestehen, pro Länderkampf durften aber nur vier eingesetzt werden. Im Finale am 23. Juli setzte sich Frankreich gegen Belgien mit 9:7 durch. Allerdings gewannen nicht die Belgier die Silbermedaille, sondern die Briten. Der zweite und der dritte Platz wurden nämlich erst am 24. Juli ermittelt; dabei siegten die Gastgeber.

### Säbel Einzel
| Platz | Land | Sportler                   | Siege  |
| ----- | ---- | -------------------------- | ------ |
| 1     | HUN  | Jenő Fuchs                 | 6 (+1) |
| 2     | HUN  | Béla Zulawszky             | 6      |
| 3     | BOH  | Vilém Goppold von Lobsdorf | 4      |
| 4     | HUN  | Jenő Szántay               | 3      |
| 5     | HUN  | Péter Tóth                 | 3      |
| 6     | HUN  | Lajos Werkner              | 2      |
| 7     | NED  | Jetze Doorman              | 1      |
| 7     | FRA  | Georges de la Falaise      | 1      |

Datum: 17. bis 24. Juli 

76 Teilnehmer aus 11 Ländern
In der ersten Runde am 17. und 18. Juli trafen in 13 Gruppen jeweils vier bis sieben Teilnehmer aufeinander. Die daraufhin verbleibenden 38 Fechter bildeten in der zweiten Runde am 20. Juli acht Gruppen mit vier oder fünf Teilnehmern. Die ersten zwei einer Gruppe qualifizierten sich für das Halbfinale am 23. Juli. Dieses wurde in zwei Gruppen mit je acht Teilnehmern ausgetragen. Jeweils die ersten vier stießen ins Finale vor. Die acht Finalteilnehmer kämpften am 24. Juli alle einmal gegeneinander. Für die Platzierung entscheidend war die Anzahl Siege; über den Olympiasieg musste wegen Gleichstand ein Stechen entscheiden. Die Säbelfechter aus Ungarn erwiesen sich als überlegen: Fünf der zehn ungarischen Teilnehmer erreichten das Finale und klassierten sich unter den ersten Sechs. Nur der Böhme von Lobsdorf konnte als Dritter den totalen Triumph verhindern.

### Säbel Mannschaft
| Platz | Land | Sportler                                                                                           |
| ----- | ---- | -------------------------------------------------------------------------------------------------- |
| 1     | HUN  | Dezső Földes, Jenő Fuchs, Oszkár Gerde, Péter Tóth, Lajos Werkner                                  |
| 2     | ITA  | Marcello Bertinetti, Sante Ceccherini, Riccardo Nowak, Alessandro Pirzio Biroli, Abelardo Olivier  |
| 3     | BOH  | Otakar Lada, Vlastimil Lada-Sázavský, Vilém Goppold von Lobsdorf, Jaroslav Tuček, Bedřich Schejbal |
| 4     | FRA  | Georges de la Falaise, Bernard de Lesseps, Marc Perrodon, Jean-Joseph Renaud                       |
| 5     | GER  | Jakob Erckrath de Bary, Fritz Jack, Robert Krünert, August Petri                                   |
| 6     | BEL  | André du Bosch, Étienne Grade, Joseph Van der Voodt, Antoine Van Tomme                             |
| 6     | GBR  | H. Evan James, William Marsh, Arthur Murray, Charles Wilson                                        |
| 6     | NED  | Jetze Doorman, Arie de Jong, Maurits van Löben Sels, George van Rossem                             |

Datum: 21. bis 24. Juli 

35 Teilnehmer aus 8 Ländern

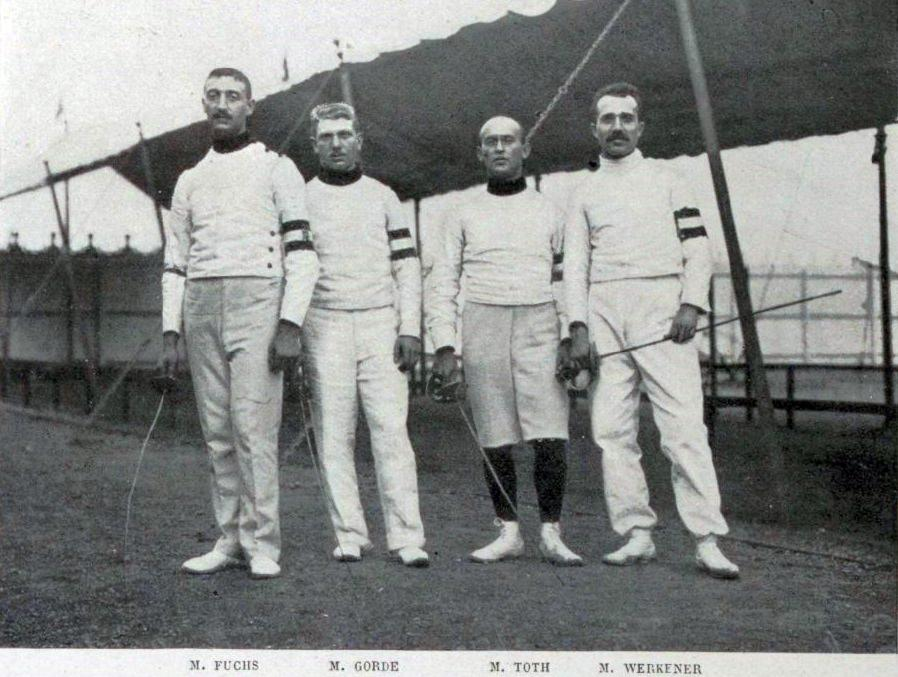
Fuchs, Gerde, Tóth und Werkner waren Teil der ungarischen Säbelmannschaft

Eine Mannschaft konnte aus fünf Fechtern bestehen, pro Länderkampf durften aber nur vier eingesetzt werden. Im Finale am 23. Juli setzte sich Ungarn gegen Böhmen mit 9:7 durch. Auch hier fiel die Entscheidung um Platz 2 erst am 24. Juli: Die im Finale unterlegenen Böhmen weigerten sich aber, erneut anzutreten, weshalb die Silbermedaille an Italien ging.